# Aulacus grossi
Aulacus grossi är en stekelart som beskrevs av Jennings, Austin och Stevens 2004. Aulacus grossi ingår i släktet Aulacus och familjen vedlarvsteklar. Inga underarter finns listade.